# DDR-Einzelmeisterschaft im Schach 1986
Die 35. DDR-Einzelmeisterschaft im Schach fand im Februar 1986 in Nordhausen statt. Die Teilnehmer hatten sich über das sogenannte Dreiviertelfinale sowie ein System von Vorberechtigungen und Freiplätzen für diese Meisterschaft qualifiziert. Eine neue Bedenkzeitregelung verhinderte das Zustandekommen von Hängepartien weitgehend. Schiedsrichter war Hilmar Krüger.

## Meisterschaft der Herren
Die Regelung über die Teilung des Meistertitels bei Punktgleichheit galt nur für zwei Spieler. Sofern mehr als zwei Spitzenreiter punktgleich einkamen, war ein Stichkampf vorgesehen. Dieser Fall trat 1986 ein, als gleich vier Spieler das Turnier mit 9½ Punkten beendeten. Dabei hatte Uwe Bönsch lange knapp vor dem Feld gelegen, nachdem sein zunächst schärfster Rivale Raj Tischbierek aus den Runden 8 bis 12 nur 1½ Punkte holte. Doch in der letzten Runde unterlag Bönsch im direkten Duell gegen Wolfgang Uhlmann, womit dieser und Lothar Vogt zu ihm aufschlossen. Jetzt konnte Rainer Knaak den alleinigen 1. Platz erreichen, kam jedoch gegen Thomas Pähtz nicht über ein Remis hinaus. Somit mussten vier Spieler in einem Stichkampf den Meister ermitteln.

### Abschlusstabelle
|     | Teilnehmer                               | 01 | 02 | 03 | 04 | 05 | 06 | 07 | 08 | 09 | 10 | 11 | 12 | 13 | 14 | Punkte |
| --- | ---------------------------------------- | -- | -- | -- | -- | -- | -- | -- | -- | -- | -- | -- | -- | -- | -- | ------ |
| 1/4 | Lothar Vogt (Baukombinat Leipzig)        |    | ½  | ½  | 1  | ½  | ½  | 1  | 1  | 1  | 0  | 1  | 1  | ½  | 1  | 9½     |
| 1/4 | Rainer Knaak (Baukombinat Leipzig)       | ½  |    | 1  | 0  | 1  | ½  | 0  | 1  | 1  | 1  | 1  | ½  | 1  | 1  | 9½     |
| 1/4 | Wolfgang Uhlmann (Post Dresden)          | ½  | 0  |    | 1  | 1  | 0  | 1  | 1  | 0  | 1  | 1  | 1  | 1  | 1  | 9½     |
| 1/4 | Uwe Bönsch (Buna Halle-Neustadt)         | 0  | 1  | 0  |    | 1  | ½  | 1  | 1  | ½  | ½  | 1  | 1  | 1  | 1  | 9½     |
| 05  | Raj Tischbierek (Baukombinat Leipzig)    | ½  | 0  | 0  | 0  |    | 1  | 1  | 1  | 0  | 1  | ½  | 1  | 1  | 1  | 8      |
| 06  | Thomas Pähtz (Mikroelektronik Erfurt)    | ½  | ½  | 1  | ½  | 0  |    | 0  | 0  | 1  | 0  | 1  | 1  | ½  | 1  | 7      |
| 07  | Alexander Goldberg (Dynamo Adlershof)    | 0  | 1  | 0  | 0  | 0  | 1  |    | 0  | 1  | 1  | 1  | ½  | 1  | ½  | 7      |
| 08  | Henrik Teske (Mikroelektronik Erfurt)    | 0  | 0  | 0  | 0  | 0  | 1  | 1  |    | ½  | 1  | ½  | 1  | 1  | 1  | 7      |
| 09  | Matthias Schurade (Lok Leipzig Mitte)    | 0  | 0  | 1  | ½  | 1  | 0  | 0  | ½  |    | 1  | 0  | 0  | 1  | ½  | 5½     |
| 10  | Peter Enders (Mikroelektronik Erfurt)    | 1  | 0  | 0  | ½  | 0  | 1  | 0  | 0  | 0  |    | 1  | 1  | 1  | 0  | 5½     |
| 11  | Hans-Jürgen Frommelt (Greika Greiz)      | 0  | 0  | 0  | 0  | ½  | 0  | 0  | ½  | 1  | 0  |    | ½  | ½  | 1  | 4      |
| 12  | Alexander Okrajek (Empor HO Berlin)      | 0  | ½  | 0  | 0  | 0  | 0  | ½  | 0  | 1  | 0  | ½  |    | 0  | 1  | 3½     |
| 13  | Manfred Schöneberg (Baukombinat Leipzig) | ½  | 0  | 0  | 0  | 0  | ½  | 0  | 0  | 0  | 0  | ½  | 1  |    | 1  | 3½     |
| 14  | Michael Becker (Buna Halle-Neustadt)     | 0  | 0  | 0  | 0  | 0  | 0  | ½  | 0  | ½  | 1  | 0  | 0  | 0  |    | 2      |

#### Stichkampf
Der Stichkampf fand vom 4. bis 6. März in Nordhausen statt. Die vier Spieler trafen je einmal aufeinander. Bei erneuter Punktgleichheit sollte die Reihenfolge nach Feinwertung aus dem Meisterschaftsturnier entscheiden. Diese entsprach der oben dargestellten Tabelle. Dank dieser Regelung errang Wolfgang Uhlmann schließlich seinen 11. DDR-Meistertitel.
|   | Teilnehmer                         | 01 | 02 | 03 | 04 | Punkte |
| - | ---------------------------------- | -- | -- | -- | -- | ------ |
| 1 | Wolfgang Uhlmann (Post Dresden)    |    | ½  | ½  | 1  | 2      |
| 2 | Uwe Bönsch (Buna Halle-Neustadt)   | ½  |    | ½  | 1  | 2      |
| 3 | Lothar Vogt (Baukombinat Leipzig)  | ½  | ½  |    | 0  | 1      |
| 4 | Rainer Knaak (Baukombinat Leipzig) | 0  | 0  | 1  |    | 1      |

### Dreiviertelfinale
Das Dreiviertelfinale der Herren fand vom 13. bis 19. Juli 1985 im Schachdorf Ströbeck statt. Schiedsrichter war erneut Johannes Hoffmann. Bedingt durch mehrere Absagen bzw. verspätet anreisende Bewerber rückten einige Reservisten in das Feld auf, welches somit nicht ganz das Niveau früherer Turniere erreichte.
Gruppe A
|    | Teilnehmer                               | 01 | 02 | 03 | 04 | 05 | 06 | 07 | 08 | 09 | 10 | Punkte |
| -- | ---------------------------------------- | -- | -- | -- | -- | -- | -- | -- | -- | -- | -- | ------ |
| 01 | Peter Enders (Mikroelektronik Erfurt)    |    | 1  | 1  | 0  | 1  | ½  | 1  | 1  | 1  | ½  | 7      |
| 02 | Alexander Okrajek (AdW Berlin)           | 0  |    | ½  | 1  | 1  | 0  | 1  | ½  | 1  | 1  | 6      |
| 03 | Manfred Schöneberg (Baukombinat Leipzig) | 0  | ½  |    | ½  | ½  | 1  | ½  | 1  | 1  | 1  | 6      |
| 04 | Reinhard Gorges (Motor SO Magdeburg)     | 1  | 0  | ½  |    | 0  | 0  | 0  | 1  | 1  | 1  | 4½     |
| 05 | Thomas Jakat (Schiffahrt/Hafen Rostock)  | 0  | 0  | ½  | 1  |    | ½  | 1  | 0  | ½  | 1  | 4½     |
| 06 | Jörg Pachow (Aktivist Schwarze Pumpe)    | ½  | 1  | 0  | 1  | ½  |    | 0  | 1  | 0  | 0  | 4      |
| 07 | Joachim Kolbe (Pneumant Fürstenwalde)    | 0  | 0  | ½  | 1  | 0  | 1  |    | 0  | 0  | 1  | 3½     |
| 08 | Erwin Böhm (Mikroelektronik Dresden)     | 0  | ½  | 0  | 0  | 1  | 0  | 1  |    | ½  | ½  | 3½     |
| 09 | Hans Wuttke (Empor Potsdam)              | 0  | 0  | 0  | 0  | ½  | 1  | 1  | ½  |    | ½  | 3½     |
| 10 | Ulrich Kobe (Motor Suhl)                 | ½  | 0  | 0  | 0  | 0  | 1  | 0  | ½  | ½  |    | 2½     |

Gruppe B
|    | Teilnehmer                                 | 01 | 02 | 03 | 04 | 05 | 06 | 07 | 08 | 09 | 10 | Punkte |
| -- | ------------------------------------------ | -- | -- | -- | -- | -- | -- | -- | -- | -- | -- | ------ |
| 01 | Henrik Teske (Mikroelektronik Erfurt)      |    | ½  | ½  | 1  | ½  | 1  | ½  | 1  | 1  | 1  | 7      |
| 02 | Hans-Jürgen Frommelt (Greika Greiz)        | ½  |    | ½  | 0  | ½  | 1  | 1  | ½  | ½  | 1  | 5½     |
| 03 | Michael Becker (Buna Halle-Neustadt)       | ½  | ½  |    | ½  | ½  | 0  | ½  | 1  | 1  | 1  | 5½     |
| 04 | Matthias Schurade (Lok Leipzig Mitte)      | 0  | 1  | ½  |    | 0  | ½  | 1  | ½  | 1  | 1  | 5½     |
| 05 | Ralf Schöne (Empor Potsdam)                | ½  | ½  | ½  | 1  |    | ½  | ½  | 1  | 0  | ½  | 5      |
| 06 | Walter Goltzsch (Baukombinat Leipzig)      | 0  | 0  | 1  | ½  | ½  |    | 0  | ½  | 1  | 1  | 4½     |
| 07 | Roland Pfretzschner (Motor Markneukirchen) | ½  | 0  | ½  | 0  | ½  | 1  |    | 0  | ½  | ½  | 3½     |
| 08 | Karl-Heinz Bondick (Motor SO Magdeburg)    | 0  | ½  | 0  | ½  | 0  | ½  | 1  |    | 0  | 1  | 3½     |
| 09 | Harald Darius (Motor SO Magdeburg)         | 0  | ½  | 0  | 0  | 1  | 0  | ½  | 1  |    | 0  | 3      |
| 10 | Gerd Dettmann (Aufbau Teterow)             | 0  | 0  | 0  | 0  | ½  | 0  | ½  | 0  | 1  |    | 2      |

## Meisterschaft der Damen
Die erste Hälfte der Meisterschaft stand ganz im Zeichen von Antje Riedel, die mit sieben Siegen in Folge startete und bereits 1½ Punkte Vorsprung hatte. Dann jedoch geriet sie immer wieder ins Straucheln, scheiterte vor allem an Zeitnotproblemen. Da einige etablierte Spielerinnen wie Annett Wagner-Michel und Titelverteidigerin Marion Heintze bereits früh zu weit zurück lagen, führte vor der letzten Runde Iris Bröder allein und hatte nur noch gegen die Tabellenletzte anzutreten. Doch dicht vor dem Erfolg stehend verlor sie diese Partie und machte den Weg frei für die Überraschungssiegerin Carola Manger.

### Abschlusstabelle
|    | Teilnehmer                                 | 01 | 02 | 03 | 04 | 05 | 06 | 07 | 08 | 09 | 10 | 11 | 12 | 13 | 14 | Punkte |
| -- | ------------------------------------------ | -- | -- | -- | -- | -- | -- | -- | -- | -- | -- | -- | -- | -- | -- | ------ |
| 01 | Carola Manger (Motor Weimar)               |    | ½  | 1  | ½  | ½  | 0  | ½  | 1  | ½  | 1  | 1  | 1  | 1  | 1  | 9½     |
| 02 | Iris Bröder (Buna Halle-Neustadt)          | ½  |    | 1  | 1  | ½  | ½  | 1  | 1  | 0  | ½  | 1  | 1  | 1  | 0  | 9      |
| 03 | Annett Wagner-Michel (AdW Berlin)          | 0  | 0  |    | 1  | ½  | 0  | 1  | 1  | 1  | 1  | 1  | 1  | ½  | 1  | 9      |
| 04 | Antje Riedel (AdW Berlin)                  | ½  | 0  | 0  |    | ½  | ½  | 1  | ½  | 1  | 1  | 1  | 1  | 1  | 1  | 9      |
| 05 | Marion Heintze (Buna Halle-Neustadt)       | ½  | ½  | ½  | ½  |    | 1  | 1  | ½  | 0  | 0  | 1  | 1  | 1  | 1  | 8½     |
| 06 | Constanze Jahn (Buna Halle-Neustadt)       | 1  | ½  | 1  | ½  | 0  |    | ½  | ½  | 1  | ½  | ½  | ½  | 1  | 1  | 8½     |
| 07 | Kathrin Hamm (Motor Leipzig-Lindenau)      | ½  | 0  | 0  | 0  | 0  | ½  |    | ½  | 1  | ½  | 1  | 1  | 1  | 1  | 7      |
| 08 | Ines Starck (AdW Berlin)                   | 0  | 0  | 0  | ½  | ½  | ½  | ½  |    | 1  | 1  | 0  | 1  | 1  | ½  | 6½     |
| 09 | Karin Timme (Rotation Schwedt)             | ½  | 1  | 0  | 0  | 1  | 0  | 0  | 0  |    | 1  | 0  | 0  | 0  | 1  | 4½     |
| 10 | Kirsten Kowalewski (Buna Halle-Neustadt)   | 0  | ½  | 0  | 0  | 1  | ½  | ½  | 0  | 0  |    | ½  | ½  | ½  | ½  | 4½     |
| 11 | Annett Westland (Buna Halle-Neustadt)      | 0  | 0  | 0  | 0  | 0  | ½  | 0  | 1  | 1  | ½  |    | ½  | 1  | 0  | 4½     |
| 12 | Gudula Seils (Rotation Berlin)             | 0  | 0  | ½  | 0  | 0  | ½  | 0  | ½  | 1  | ½  | 0  |    | ½  | ½  | 4      |
| 13 | Sylvia Wenzel (TSG Wittenberg)             | 0  | 0  | ½  | 0  | 0  | 0  | 0  | 0  | 1  | ½  | 0  | ½  |    | 1  | 3½     |
| 14 | Claudia Prußas (Motor Gohlis Nord Leipzig) | 0  | 1  | 0  | 0  | 0  | 0  | 0  | 0  | 0  | ½  | 1  | ½  | 0  |    | 3      |

### Dreiviertelfinale
Das Dreiviertelfinale der Damen fand im Sommer 1985 in Benshausen statt. Hauptschiedsrichter war Dieter von der Weth.
Gruppe A
|    | Teilnehmer                                 | 01 | 02 | 03 | 04 | 05 | 06 | 07 | 08 | 09 | 10 | Punkte |
| -- | ------------------------------------------ | -- | -- | -- | -- | -- | -- | -- | -- | -- | -- | ------ |
| 01 | Claudia Prußas (Motor Gohlis Nord Leipzig) |    | 1  | ½  | 1  | 1  | 0  | ½  | 1  | ½  | 1  | 6½     |
| 02 | Sylvia Wenzel (TSG Wittenberg)             | 0  |    | ½  | 0  | ½  | 1  | 1  | 1  | 1  | 1  | 6      |
| 03 | Carola Manger (Motor Weimar)               | ½  | ½  |    | ½  | 1  | 1  | ½  | 0  | ½  | 1  | 5½     |
| 04 | Christina Domsgen (Lok Merseburg)          | 0  | 1  | ½  |    | 0  | 1  | 1  | 1  | 0  | ½  | 5      |
| 05 | Ulricke Seidemann (PH Potsdam)             | 0  | ½  | 0  | 1  |    | 0  | 1  | 1  | 1  | 0  | 4½     |
| 06 | Evelin Franz (TH Magdeburg)                | 1  | 0  | 0  | 0  | 1  |    | 0  | 0  | 1  | 1  | 4      |
| 07 | Grit Geißler (Post Dresden)                | 0  | 0  | 1  | 0  | 0  | 1  |    | ½  | ½  | 1  | 4      |
| 08 | Martina Claus (Medizin Röbel)              | 0  | 0  | 1  | 0  | 0  | 1  | ½  |    | 1  | 0  | 3½     |
| 09 | A. Werner (Motor Hermsdorf)                | ½  | 0  | ½  | 1  | 0  | 0  | ½  | 0  |    | ½  | 3      |
| 10 | Astrid Winter (Motor Leipzig-Lindenau)     | 0  | 0  | 0  | ½  | 1  | 0  | 0  | 1  | ½  |    | 3      |

Gruppe B
|    | Teilnehmer                                 | 01 | 02 | 03 | 04 | 05 | 06 | 07 | 08 | 09 | 10 | Punkte |
| -- | ------------------------------------------ | -- | -- | -- | -- | -- | -- | -- | -- | -- | -- | ------ |
| 01 | Karin Timme (Rotation Schwedt)             |    | ½  | 1  | 1  | ½  | ½  | 1  | ½  | ½  | 1  | 6½     |
| 02 | Gudula Seils (Rotation Berlin)             | ½  |    | 1  | ½  | ½  | ½  | ½  | 1  | 1  | ½  | 6      |
| 03 | Kathrin Hamm (Motor Leipzig Lindenau)      | 0  | 0  |    | 1  | 1  | ½  | ½  | 1  | 1  | 1  | 6      |
| 04 | Petra Gollewsky (Motor Leipzig-Stötteritz) | 0  | ½  | 0  |    | ½  | 1  | 1  | ½  | 1  | 1  | 5½     |
| 05 | Kathrin Müller (Empor Erfurt)              | ½  | ½  | 0  | ½  |    | ½  | ½  | 1  | –  | 1  | 4½     |
| 06 | Christine Mäntler (Post Dresden)           | ½  | ½  | ½  | 0  | ½  |    | 0  | 1  | ½  | ½  | 4      |
| 07 | Jana Spielmann (Chemie Guben)              | 0  | ½  | ½  | 0  | ½  | 1  |    | 0  | ½  | ½  | 3½     |
| 08 | Gundula Nehse (Chemie Ilmenau)             | ½  | 0  | 0  | ½  | 0  | 0  | 1  |    | 1  | ½  | 3½     |
| 09 | Angelika Ketter (Buna Halle-Neustadt)      | ½  | 0  | 0  | 0  | +  | ½  | ½  | 0  |    | 1  | 3½     |
| 10 | Eva-Maria Heese (PH Potsdam)               | 0  | ½  | 0  | 0  | 0  | ½  | ½  | ½  | 0  |    | 2      |

## Jugendmeisterschaften
| Altersklasse | männlich                               | weiblich                        |
| ------------ | -------------------------------------- | ------------------------------- |
| 07/08        | Daniel Fuhrmann (Suhl)                 | Daniela Baumgärtel (Gera)       |
| 09/10        | Doreen Schuchardt (SG Jägerplatz)      | Ullrich Voigt (Chemie Böhlen)   |
| 11/12        | Jens-Uwe Maiwald (Post Dresden)        | Anetta Günther (Post Dresden)   |
| 13/14        | René Stern (Dynamo Rostock-Ost)        | Kristina Uhlendorf (Motor Suhl) |
| 15/16        | Thomas Luther (Mikroelektronik Erfurt) | Jana Spielmann (Chemie Guben)   |
| 17/18        | Mike Stolz (Aufbau Börde Magdeburg)    | Anita Just (Lok Leipzig-Mitte)  |